# تقویت‌کننده کلاس-دی

بلوک مداری یک تقویت‌کننده کلیدزنی پایه یا تقویت‌کننده پی‌دبلیوام (کلاس-دی). توجه: برای وضوح، دوره‌های تناوب سیگنال در مقیاس نشان داده نشده‌اند.

تقویت‌کننده کلاس دی (به انگلیسی: class-D amplifier) یا تقویت‌کننده کلیدزنی (سوییچینگ) تقویت‌کنندهٔ الکترونیکی است که در آن قطعات الکترونیکی تقویت‌کننده (ترانزیستورها، معمولاً ماسفت) به‌صورت کلیدهای الکترونیکی کار می‌کنند و نه به‌صورت قطعاتی با بهره خطی مانند سایر تقویت‌کننده‌ها. آن‌ها با کلیدزنی سریع بین خطوط منبع تغذیه با یک مدولاتور از نوع پهنای پالس، مدولاسیون تراکم پالس، یا تکنیک‌های مربوطه برای رمزگذاری سیگنال صوتی ورودی به قطار پالس کارمی‌کنند. سیگنال صوتی ساخته‌شده، با عبور از یک فیلتر پایین‌گذر ساده به بلندگو داده می‌شود، تا پالس‌های فرکانس-بالا مسدود شوند. از آنجایی که جفت ترانزیستورهای خروجی هرگز به‌طور همزمان روشن نمی‌شوند، هیچ مسیر دیگری برای عبور جریان غیر از فیلتر پایین‌گذر و بلندگو وجود ندارد. به همین دلیل، چون ترانزیستورها به‌صورت کلید کارمی‌کنند تلفات کمی دارند، لذا بازدهی می‌تواند درحالت ایده‌ال بیش از ۹۰٪ باشد.

## پیشینه
اولین تقویت‌کننده کلاس دی در دهه ۱۹۵۰ توسط دانشمند بریتانیایی الک ریوس اختراع شد، و اولین بار در سال ۱۹۵۵ با این نام خواندهٔشد. اولین محصول تجاری یک ماژول کیت به نام ایکس-۱۰ بود که توسط سینکلر رادیونیک در سال ۱۹۶۴ منتشر شد. با این حال، قدرت خروجی آن، تنها ۲٫۵ وات بود. سینکلر ایکس-۲۰ در سال ۱۹۶۶ با ۲۰ وات تولیدشد، اما از ناسازگاری و محدودیت ترانزیستورهای پیوندی دوقطبی (بی‌جی‌تی) مبتنی‌بر ژرمانیوم موجود در آن زمان رنج می‌برد. درنتیجه، تقویت‌کننده‌های کلاس دی در اوایل غیرعملی و ناموفق بودند. تقویت‌کننده‌های کلاس دی عملی بعداً با توسعه فناوری ماسفت (ترانزیستور اثر میدانی فلز- اکسید-نیمرسانا) مبتنی‌بر سیلیکون فعال شدند. درسال ۱۹۷۸، شرکت سونی تی‌ای-اِن۸۸ را معرفی کرد، اولین واحد کلاس دی با بکار بردن ماسفت‌های قدرت و یک منبع تغذیه سوییچینگ. متعاقباً درسال‌های ۱۹۷۹ و ۱۹۸۵ پیشرفت‌های سریعی در فناوری وی‌دیماس یا (دیماس عمودی) رخ داد. در دسترس بودن ماسفت‌هایی با قیمت-کم و کلیدزنی-سریع، باعث‌شد تا تقویت‌کننده‌های کلاس دی در اواسط دهه ۱۹۸۰ موفقیت‌آمیز شوند. اولین مدار مجتمع تقویت‌کننده کلاس دی برپایهٔ سه‌مسیره درسال ۱۹۹۶ منتشرشد، و شاهد کاربرد گسترده‌ای بود.

## کنترل خطا
خروجی واقعی تقویت‌کننده فقط به محتوای سیگنال مدوله‌شده پی‌دبلیواِم وابسته نیست. تعدادی از منابع ممکن است خطا ایجاد کنند. هرگونه تغییر در ولتاژ منبع تغذیه مستقیماً ولتاژ خروجی را مدوله-دامنه می‌کند. خطاهای زمان مرده، امپدانس خروجی را غیرخطی می‌کند. فیلتر خروجی، پاسخ فرکانسیِ به شدت وابسته به بار دارد.
یک راه مؤثر برای مقابله با خطاها، صرف نظر از منبع آنها، بازخورد منفی است. یک حلقه بازخورد شامل طبقه خروجی را می‌توان با استفاده از یک انتگرال‌گیر ساده ایجاد کرد. برای گنجاندن فیلتر خروجی، از یک کنترل‌کننده پی‌آی‌دی استفاده می‌شود، که گاهی با عبارات انتگرال‌گیری اضافی همراه است. نیاز به تغذیه مجدد سیگنال خروجی واقعی به مدولاتور، تولید مستقیم پی‌دبلیواِم از یک منبع SPDIF را نامطلوب می‌کند.
کاهش مشکلات مشابه در یک تقویت‌کننده بدون بازخورد، مستلزم پرداختن جداگانه به هر یک درآن منبع است. مدولاسیون منبع تغذیه را می‌توان با اندازه‌گیری ولتاژ تغذیه برای تنظیم بهره سیگنال به عنوان بخشی از تبدیل پی‌دبلیواِم تا حدی لغو کرد. اعوجاج را می‌توان با سوئیچینگ سریع‌تر کاهش داد. امپدانس خروجی را نمی‌توان جز از طریق بازخورد کنترل کرد.